# چگونه به گوشه نشسته این دیار
چگونه به گوشه نشسته این دیار (Wie liegt die Stadt so wüst) یک سرود چند صدایی (موتت) دسته جمعی و یک آکاپلا اثر رودولف مائرزبرگر است که در سال ۱۹۴۵ بر اساس متون آلمانی گردآوری شده توسط او از کتاب مراثی سروده شده‌است. این عنوان فرعی Trauermotette nach den Klageliedern Jeremiae است که به عنوان شعار سوگواری پس از مرثیه‌های ارمیا اجرا شد. او آن را پس از بمباران درسدن در جنگ جهانی دوم برای گروه کر مختلط چهار تا هفت قسمتی نوشت. این اثر اولین بار در ۴ اوت ۱۹۴۵ در ویرانه‌های کلیسای صلیب مقدس اجرا کرد. 
مرثیه آلمانی چگونه به گوشه نشسته این دیار برای نخستین بار در ویرانه‌های کلیسای صلیب مقدس اجرا شد.

## متن
متن متت‌ها از دوازده گزیده برگرفته از کتاب مراثی در ترجمه مارتین لوتر و بدون توجه به ترتیب نویسنده آن گردآوری شده‌است. قصد رودولف مائرزبرگر این نبود که کتاب مراثی ارمیا را به شکل موسیقی بسازد، بلکه می‌خواست رنج واقعی درسدن را بیان کند.

## موسیقی
موتت در دوازده بخش تشکیل شده‌است. موسیقی کلمه به کلمه متن را دنبال می‌کند. از ناهماهنگی‌ها استفاده می‌کند، و هم از تنظیم آهنگ و هم از توالی آکوردها بدون رابطه آهنگی استفاده می‌کند. متن اغلب به صورت هجا برگزار می‌شود و گاهی ملیسم‌هایی برای تأکید بر برخی کلمات مانند «öde» وجود دارد. کلمه "Heiligtum" (مقدس) در هفت قسمت با نماد عدد ۷ است. کلمه "Höhe" بالاترین نت را در ترکیب بندی دارد. زیبایی از دست رفته شهر در صداهای مرموز ملایم نشان داده شده‌است. حرکت رو به پایین "heruntergestoßen" در خطوط هیجان‌انگیزی که بیش از یک اکتاو پایین می‌روند به تصویر کشیده می‌شود، در حالی که حالت تسلی زیر با یک پنجم خالی، باس کم و تنها خط رنگی در ترکیب بیان می‌شود.